# San Antonio de los Horcones
San Antonio de los Horcones es una localidad del estado mexicano de Aguascalientes. Es parte del municipio de Jesús María.

## Toponimia
El nombre «San Antonio» hace referencia al santo patrono de la localidad: Antonio de Padua.

## Demografía
| Gráfica de evolución demográfica |
|                                  |

| Censo | Población |
| ----- | --------- |
| 1900  | 151       |
| 1910  | 442       |
| 1921  | 394       |
| 1930  | 369       |
| 1940  | 398       |
| 1950  | 505       |
| 1960  | 593       |
| 1970  | 828       |
| 1980  | 1 202     |
| 1990  | 1 250     |
| 2000  | 1 399     |
| 2010  | 1 254     |
| 2020  | 1 174     |